# Thamnophilus atrinucha
Thamnophilus atrinucha là một loài chim trong họ Thamnophilidae.